# Joching
Joching este o arie protejată (arie de protecție specială avifaunistică — SPA) din Austria întinsă pe o suprafață de 265,84 ha, integral pe uscat.

## Localizare
Centrul sitului Joching este situat la coordonatele 47°35′16″N 12°44′40″E / 47.5878°N 12.7444°E.

## Înființare
Situl Joching a fost declarat arie de protecție specială avifaunistică în aprilie 2000 pentru a proteja 7 specii de animale.

## Biodiversitate
Situată în ecoregiunea alpină, aria protejată nu include niciun habitat protejat.
La baza desemnării sitului se află mai multe specii protejate de  păsări (7): minunița (Aegolius funereus), cocoșul de mesteacăn (Bonasa bonasia), ciuvică (Glaucidium passerinum), ciocănitoare de munte (Picoides tridactylus), ciocănitoare verzuie (Picus canus), cocoșul de mesteacăn (Tetrao tetrix tetrix),  cocoș de munte (Tetrao urogallus).